# Janitsáry Szilárd
Janitsáry Szilárd (Komárom, 1825. április 18. – Eggenberg, Stájerország, 1893. június 28.) ügyvéd, politikus, 1848-as honvéd főhadnagy.

## Életpálya
1825-ben született Komáromban. Családja Görögországból a 18. század végén érkezett Magyarországra. Jelentős birtokokra tettek szert Komárom, Krassó és Temes vármegyékben, majd a 19. század közepétől Dunapentelén is. 
Apja, Janitsáry Miklós, a magyarországi hajózás és gabona kereskedelem egyik úttörője. V. Ferdinánd király 1836-ban nemesi rangot és a krassó vármegyei Dragomirest (Dragomirești) kincstári helységet adományozta a családnak, a dragomiresti előnév használatával együtt. Janitsáry Szilárd tanulmányait Komáromban kezdte, majd Pesten folytatta, ahol is ügyvédi vizsgát tett. 
Az 1848–49-es forradalom és szabadságharc idején honvéd főhadnagy lett. Az 1850-es évektől Dunapentelén élt, és jelentős szerepet töltött be a mezőváros, majd nagyközség életében (virilis jogon tagja volt a nagyközség képviselő-testületének). 1872-től tagja lett a megyei törvényhatósági bizottságnak, s az 1872. június 19-én megtartott országgyűlési választásokon a rácalmási kerület (Dunapentele is ide tartozott) országgyűlési képviselője lett. 1893 júliusában hunyt el.